# Cathédrale Saint-Laurent de Gênes
Pour les articles homonymes, voir Cattedrale di San Lorenzo.

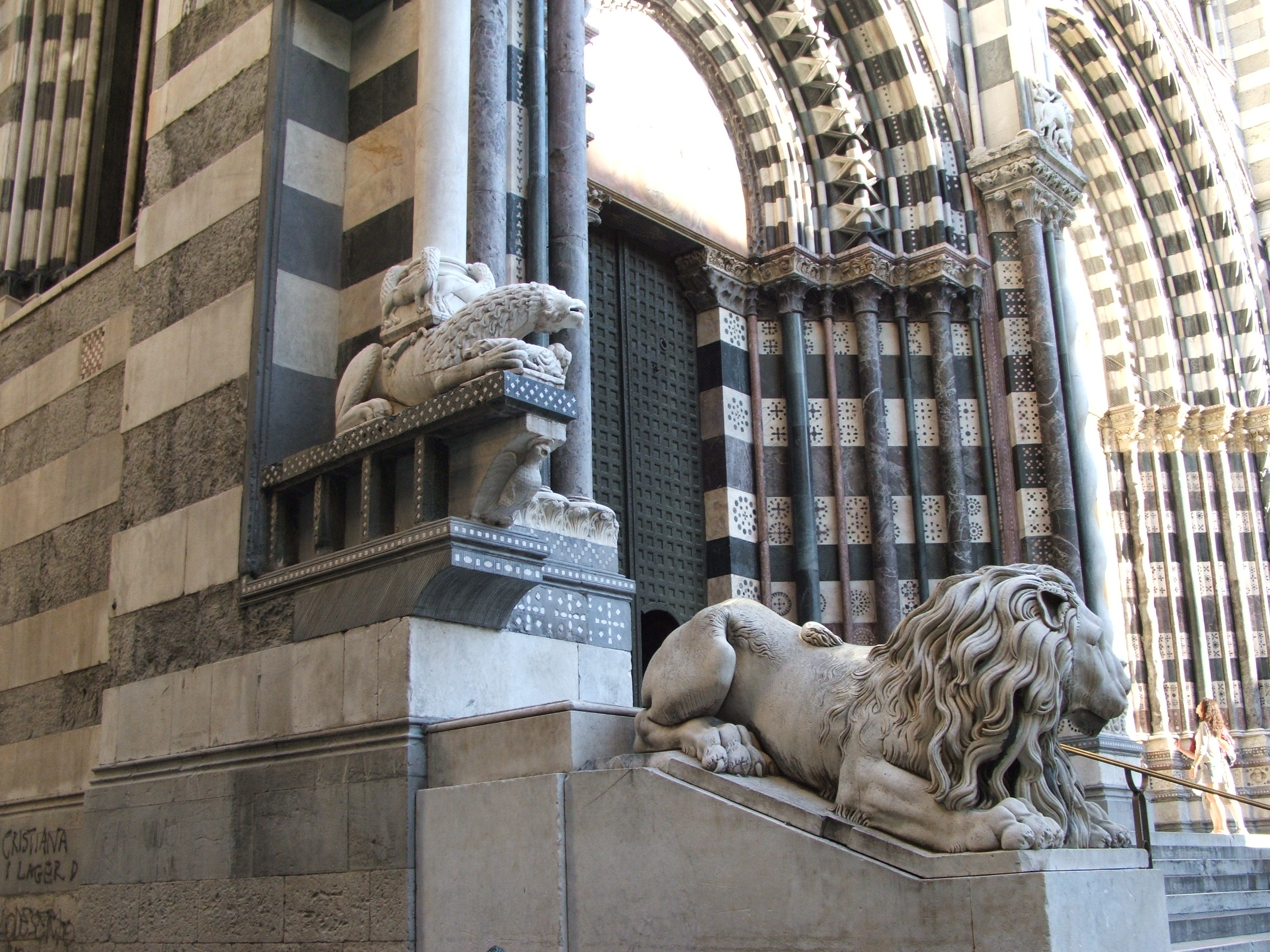
Un des lions de l'escalier central.

La cathédrale Saint-Laurent (italien : cattedrale di San Lorenzo ; génois : cattedrale de San Loenso) est la cathédrale de Gênes et de son archidiocèse, consacrée par le pape Gélase II en 1118, et dédiée à Saint Laurent, archidiacre de l'Église de Rome, martyrisé en 258 sur la via Tiburtina. 
Une antique tradition, sans confirmation dans aucun document écrit, rapporte que Laurent et Sixte II se seraient arrêtés à Gênes chacun lors de leur voyage en Espagne.

## Description

### Extérieur

#### Façade
L'alternance du gris et du blanc sur la façade, procédé assez commun dans la Ligurie, appuie l'aspect massif de l'ensemble, et la rapprocherait du style roman, tandis que les trois portails ornés de multiples statues la rapprochent des cathédrales gothiques de France. Les alternances se portent également sur les colonnes. L'escalier majestueux est entouré de deux murs portant des lions.
Dans le portail du centre, le Christ bénissant, portant un livre doté d'une inscription, est entouré d'une mandorle presque circulaire ; il semble s'éveiller du tombeau, dont on voit la couche derrière lui. Le reste de ce niveau est agrémenté des quatre animaux de l'Apocalypse dans lesquels la tradition chrétienne reconnaît habituellement les quatre Évangélistes.
Dans le niveau inférieur, une frise horizontale présente le martyre de saint Laurent, sur un gril entouré de deux bourreaux qui attisent les flammes avec des soufflets. À gauche, on reconnaît l'empereur, barbu et qui d'un doigt impérieux commande l'exécution.
À droite du portail, l'arbre de Jessé présente des scènes décrivant les ancêtres de chaque étape de l'histoire du peuple élu, jusqu'à Marie, surmontée du Père qui tient le Fils en croix de ses deux bras, alors que de sa bouche surgit la colombe du Saint-Esprit, rejoignant la tête du Fils.
À gauche du portail sont présentées des scènes de la vie du Christ : Annonciation, Visitation, Nativité, .., .., et Fuite en Égypte.
Un petit chien, sculpture facétieuse et discrète, est visible en haut de l'escalier, entrée latérale droite. Le caresser vous assure de revenir à Gènes.
À l'extrémité droite de la façade, dans l'angle, un cadran solaire est tenu par un personnage, (ange ou saint Sébastien ?).

#### Autres entrées
- Sur le côté gauche, l'entrée latérale est relativement discrète, parce qu'elle se situe juste en avant du baptistère, lequel s'avance sur le côté du corps principal du bâtiment. Cette entrée est ornée d'une loggia garnie de quatre colonnes.
- Sur le côté droit, juste après le clocher, l'entrée ornée d'une loggia semblable est décorée sur son côté droit d'un petit logement toujours dans l'alternance de tons gris et blanc.

### Intérieur
L'ensemble se divise en trois nefs, assez lumineuses, dont les voûtes sont dénuées de tout ornement avant le transept.

#### Nef de droite
- En entrant, sarcophage de Pietro Giovanni Chiavica (1559).
- Une crucifixion d'un auteur anonyme, datée de 1443.
- À l'intérieur du portail latéral, une Madone Eleusa entre deux saints et deux anges datée d'environ 1312, dans un style évoquant les icônes byzantines.
- Un obus non explosé tiré par les marins anglais pendant la Seconde Guerre mondiale et tombé sur le Duomo, est placé sur une colonnette en ex-voto comme « signe de protection du Ciel ».
- Juste au-dessus de la statue du cardinal Pietro Boetto (1938-1945), une fresque de la Dernière cène de Lazzaro Tavarone réalisée en 1626.
- La chaire, réalisée en 1526 est de P. Scala da Carona.
- Le triptyque de l'Assomption réalisé en 1905 par Gaetano Previati.
- À la hauteur du transept, une statue moderne de Saint Joseph guidant l'Enfant Jésus surplombe la tombe du cardinal Giuseppe Siri.
- En entrant dans la partie fermée de cette nef, la chapelle Senarega : 
  - Crucifixion avec la Vierge, saint Jean et saint Sébastien de Federico Barocci dans le style classique de Guido Reni,
  - Au-dessus de l'autel, la Madonna odigitria (peut-être auditrice, car l'Enfant Jésus semble lui souffler quelque chose à l'oreille), du XVe siècle, d'un auteur anonyme,
  - La voûte de la chapelle est ornée d'un ensemble de fresques et de stucs réalisés par Giovanni Andrea Carlone à l'honneur de Notre Dame du perpétuel secours.

- Au fond de la nef, se trouve le trésor de San Lorenzo qui possède une relique sacrée, le Sacro Catino.
- En ressortant de la chapelle, statue (XXe siècle) de san Giovanni Maria Gianini, un saint évêque fondateur.

### Nef centrale
La séparation de cette nef d'avec les deux nefs latérales est assurée par une rangée de colonnes, surmontées d'un second niveau de colonnettes. L'ensemble est très aérien. En revanche la voûte de la nef est sans aucune décoration, ce qui contraste fortement avec la surabondance des coloris des fresques du sanctuaire.

#### Sanctuaire
- Au milieu du sanctuaire, trône la statue de la Madone de la cité par Domenico Fiasella et Gio Battista Bianco, datée de 1637. Elle a ceci de particulier que deux anges tiennent une couronne au-dessus de la tête de la Madone en donnant l'impression de n'être appuyés sur rien.
- La voûte du sanctuaire est décorée d'un ensemble de stucs et de médaillons entourant deux grandes fresques de Lazzaro Tavarone présentant l'une Le martyre de saint Laurent, l'autre Saint Laurent portant les richesses de l'Église, c'est-à-dire les pauvres, à l'empereur.

#### Chœur
Le chœur (réalisé entre 1527 et 1565) est garni d'un triple niveau de stalles, dont seul le niveau supérieur est complet sur l'ensemble de l'abside. Les niveaux intermédiaire et inférieur sont agencés de façon à permettre la circulation des chanoines. 
Dans le niveau supérieur des stalles, on distingue les stalles elles-mêmes, dont les sièges sont réalisés en marqueterie de couleurs sombres, et les panneaux, réalisés en couleurs plus claires, à tendance acajou. Sur l'un d'entre eux, on peut admirer la scène du martyre de saint Laurent, interpellant l'empereur depuis son gril.

### Nef de gauche

#### Baptistère
- Une chapelle en forme de L, en contrebas, autour du baptistère dit de saint Jean le vieux, d'un auteur inconnu du XVe siècle.
- La chapelle du baptistère est décorée de diverses toiles et fresques : au-dessus de l'autel, une toile de Luca Cambiaso, présentant Saint Benoît, saint Jean-Baptiste et saint Luc, - l'originalité de cette toile étant de placer saint Benoît au centre des deux autres saints. Sur la paroi de droite en regardant l'autel, Les noces de Cana de Domenico Fiasella.
- Devant l'entrée de la chapelle du baptistère, un renfoncement a été aménagé en chapelle, orné d'un tableau de l'Annonciation de Giovanni Battista Paggi. Sur le côté, un gisant.

#### Chapelle Saint Jean-Baptiste
- Ornement de l'urne des cendres
- Baldaquin de marbre
- Statues des côtés

#### Transept
- Grandes orgues dont la console est à l'angle opposé du transept droit. Le buffet est une réalisation de Gaspare Forlani en 1554-1555. les volets de décoration portent des œuvres de Giulio Benso, qu'il a composées entre 1634 et 1655.
  - Volets décoration interne : les tableaux présentent des saints protecteurs de la ville, entourés d'anges musiciens.
  - Volets décoration externe : le tableau en deux parties présente David dansant devant l'arche.
- Autel de saint Pierre et saint Paul.
- Accès à la sacristie.

#### Chapelle Lercari
- Chapelle du Saint-Sacrement : la chapelle est composée de deux niveaux dans un ensemble, séparé du reste de la cathédrale par un premier niveau d'escaliers, puis par une table de communion en marbre en double arc de cercle qui distingue le sanctuaire du reste ; dans le sanctuaire, comme d'ordinaire, l'autel est surmonté d'un tabernacle monumental, disproportionné, dans le style de la Contre-Réforme. La chapelle est nommée d'après la famille Lercari, famille de patriciens génois dont la célébrité remonte au moins au XVIe siècle.
  - Un tableau de Luca Cambiaso représentant saint Joachim, tout songeur, sans doute devant la destinée merveilleuse de son enfant, orne la paroi gauche au niveau de l'autel.
- La voûte de cette partie a été décorée par Giovanni Battista Castello le Bergamasque, présentant l'Assomption de la Vierge, dans la fresque couvrant la partie circulaire de l'abside, et le Couronnement de la Vierge dans le médaillon du plafond de la partie centrale, tandis que les deux côtés proposent une galerie de saints qui assistent au triomphe. L'ensemble est agrémenté de stucs dorés qui donnent du relief aux fresques.

## Galerie

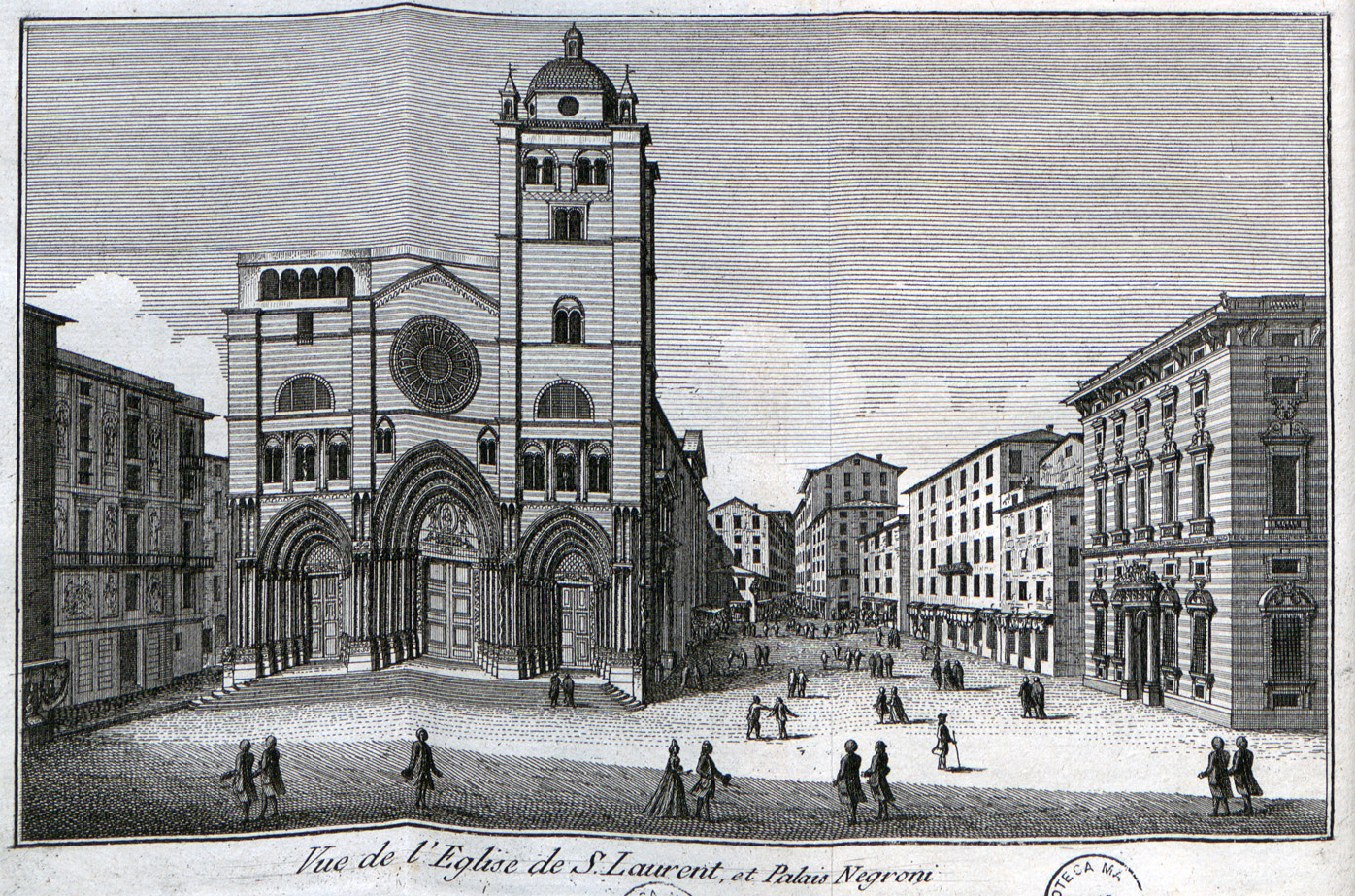
Illustration de 1781
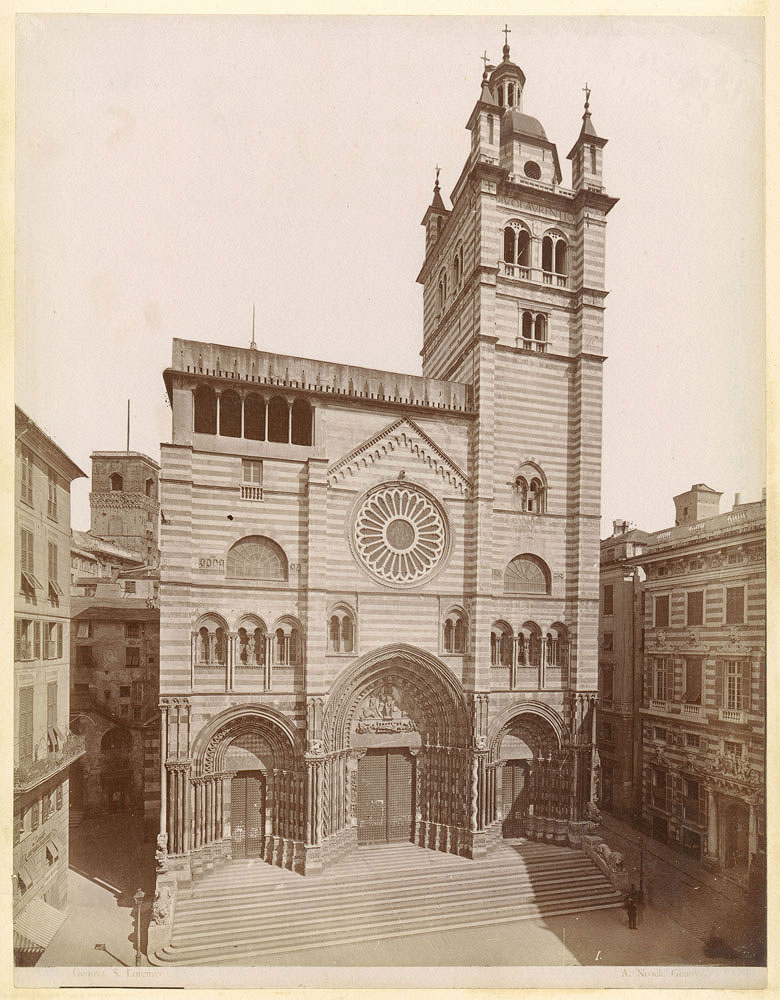
Photo d'Alfred Noack, avant 1914
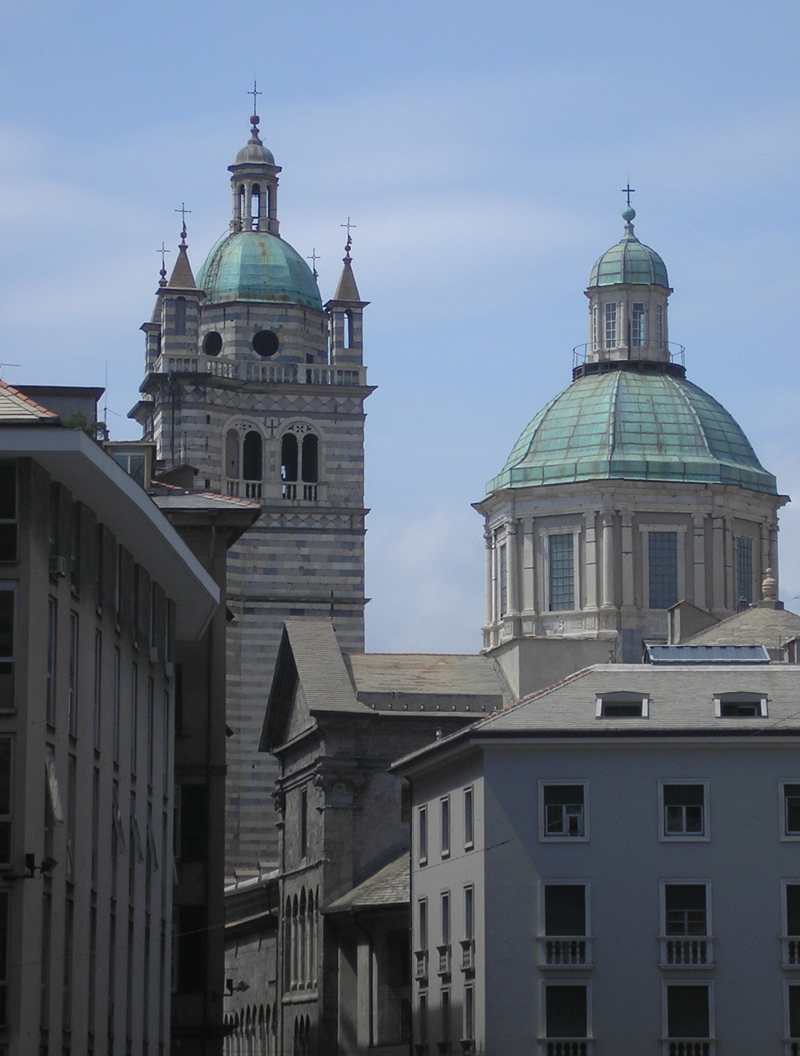
Le campanile et le dôme.
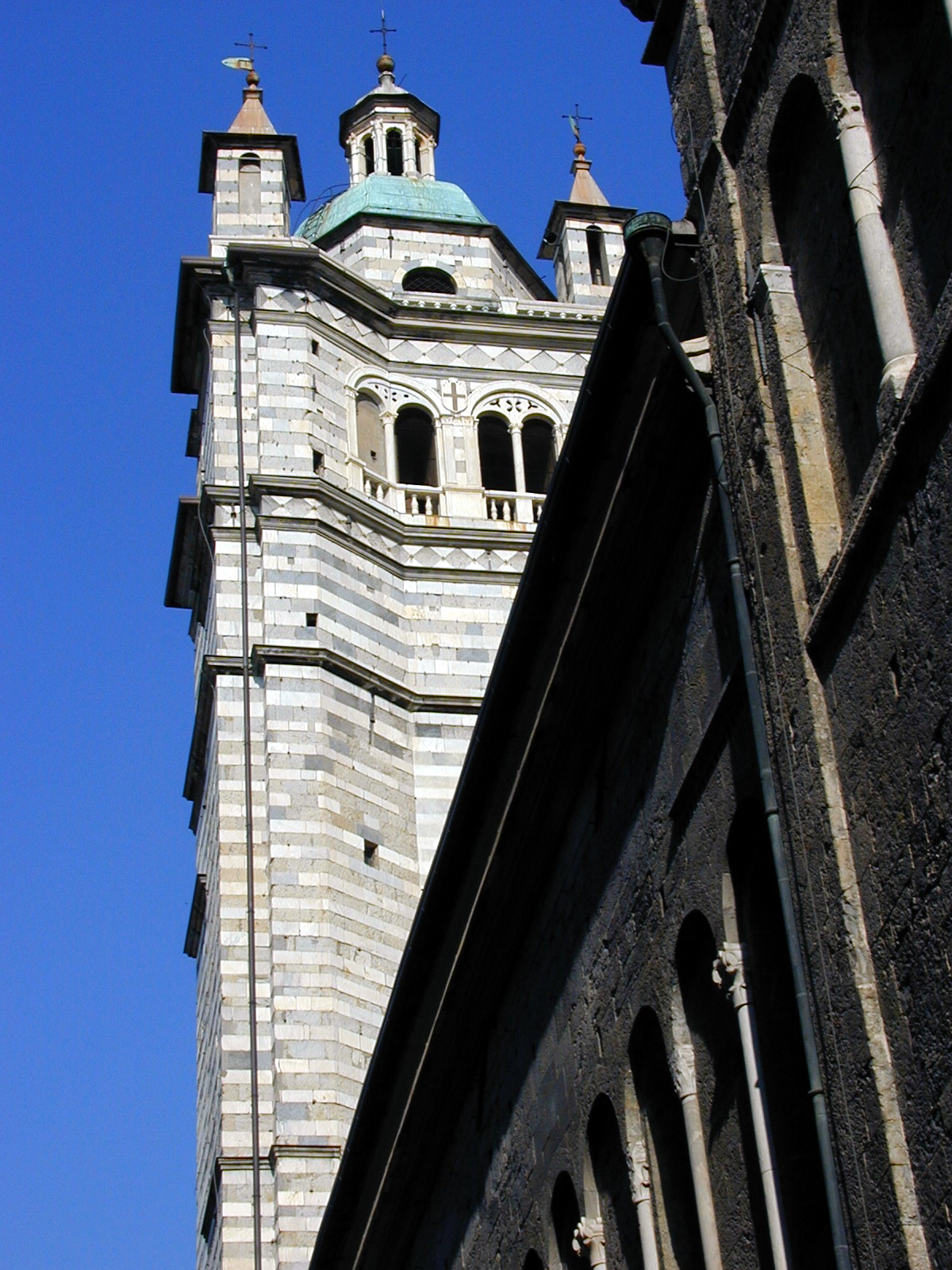
Le campanile.
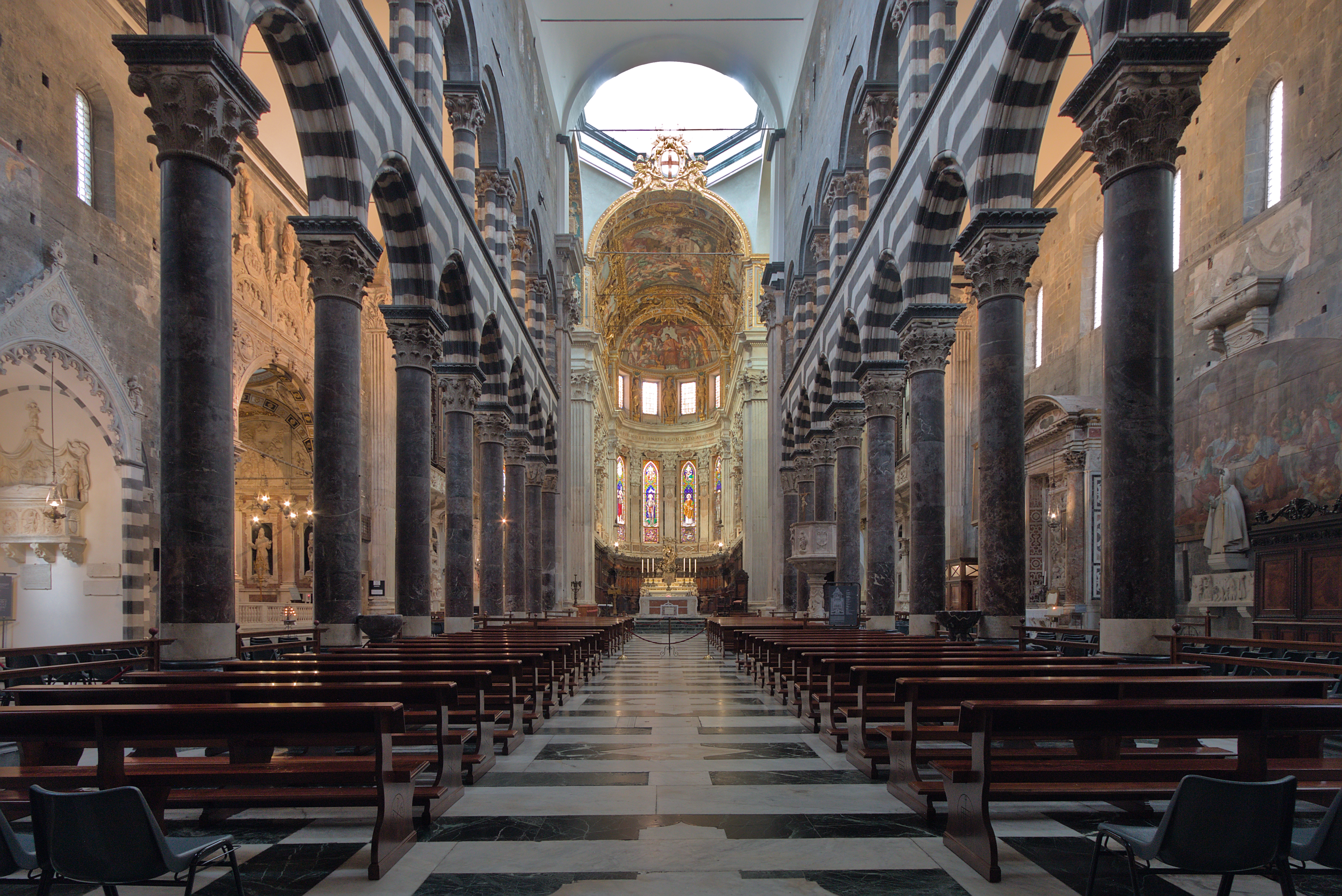
La nef et le chœur.
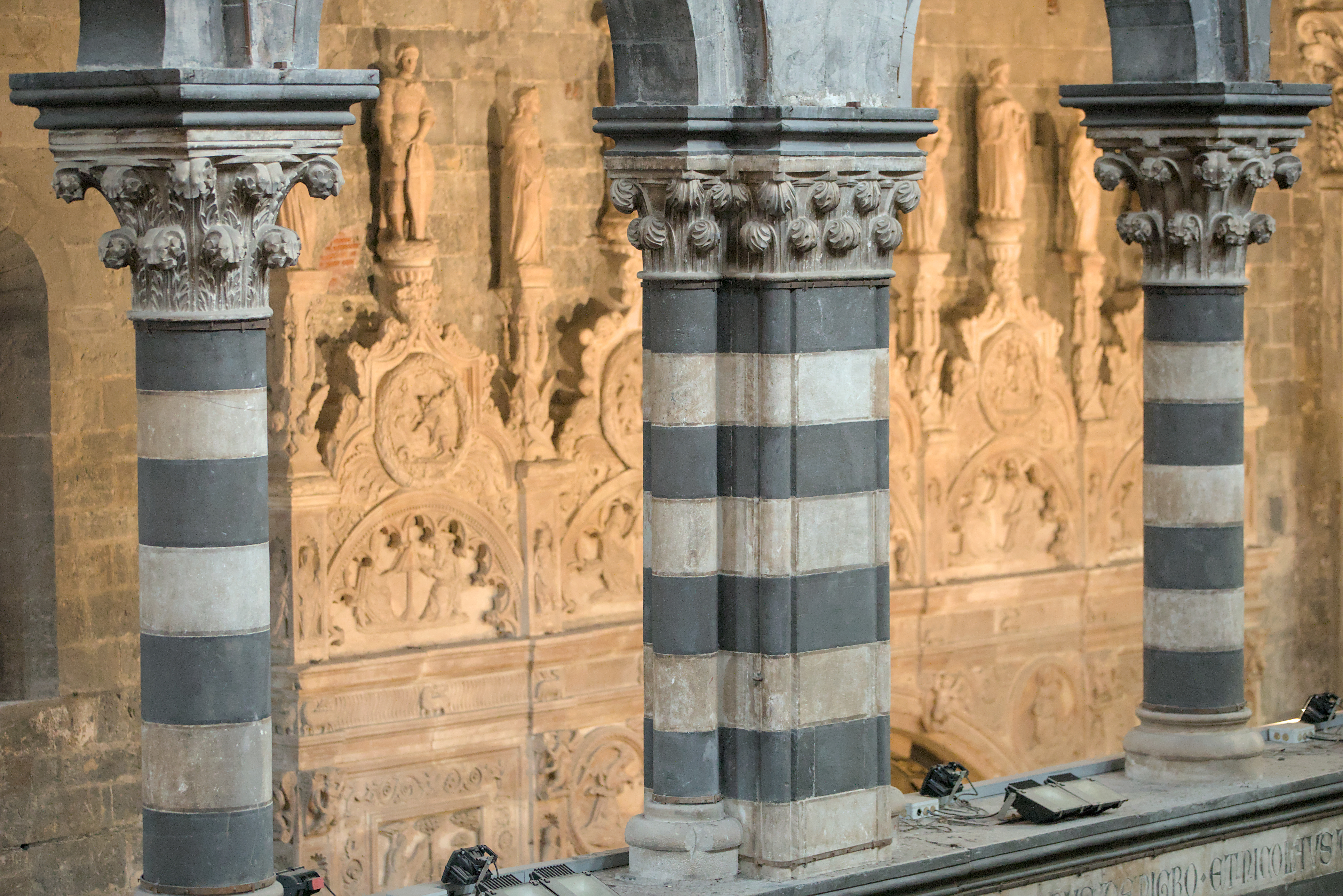
Les colonnes de style génois.

### Article lié
- Archidiocèse de Gênes
- Gênes
- Liste des cathédrales d'Italie